# Lomikámen vždyživý
Lomikámen vždyživý (Saxifraga paniculata) je vytrvalá a trsnatá bylina z čeledi lomikamenovité. Bývá označován i jako lomikámen latnatý.
Vytváří husté přízemní růžice s dužnatými a kožovitými listy, které jsou obkopinaté až obvejčité a 1 až 6 centimetrů dlouhé. Lodyha je přímá, nevětvená, řídce olistěná. V době květu (od květen až srpen) rostlina dorůstá 15 až 30 centimetrů. Květy jsou bílé nebo nažloutlé, 5četné a vyrůstají ve vrcholičnatých latách v počtu deseti až padesáti květů. Plodem rostliny jsou kulovité tobolky. Po odkvětu růžice odumírá.
Roste na skalách, sutích a svazích. V Česku roste ostrůvkovitě, hojněji se vyskytuje například v Českém středohoří, Českém a Moravském krasu či na Pálavě. Obecně roste nesouvisle v horských oblastech střední a jižní Evropy, na Kavkaze, v severní Evropě (Norsko, Island, Grónsko) a ve východní části Severní Ameriky.
V Česku se řadí mezi ohrožené druhy (C3) a silně ohrožené druhy.